# アクイスファーム
アクイスファームは、オーストラリアクイーンズランド州カヌングラにある種牡馬の繋養及び競走馬の生産を行う牧場である。かつてはニューサウスウェールズ州ハンターバレー、ビクトリア州シーモアにも種牡馬を繋養するための土地を所有していた。

## 繋養種牡馬
- Glenfiddich
- Jonker
- Invader
- Lean Mean Machine
- The Mission
- Kobayashi
- Stronger

## 過去の繋養種牡馬
- ブレイブスマッシュ（2020年～）
- Aclaim
- Pierata
- Divine Prophet
- Dubious
- Bellevue Hill
- Jukebox
- Performer
- Santos
- Duporth
- Husson